# کرنلیا هیل
کرنلیا هیل (Cornelia Hale) یک شخصیت کمیک از کتاب مصور W.I.T.C.H. و یک سریال تلویزیونی به همین نام است. او که دختری ۱۴ ساله‌است، یکی از ۵ دختر نوجوانی است که برای محافظت از Kandrakar انتخاب شده‌اند. ماموریت او محافظت از Kandrakar، مرکر جهان و دیگر سیاره‌ها از شر شیطان است.
هر کدام از این دخترها دارای قدرت خاصی هستند. او به همراه ۴ همکار دیگرش در دبیرستان Sheffield هستند. وی همچنین یک اسکیت باز قهار است که مدال‌های مختلفی در میادین ورزشی کسب کرده. کرنلیا یک گربه به نام Napoleon دارد و یک خواهر کوچکتر به نام Lillian دارد که گردنش درد عجیبی دارد. موهای کرنلیا بلند و بلوند است، چشم‌هایش آبی و بلند قدترین محافظ بین دیگران است. نام پدر او Harold Hale است که بانکی بسیار بزرگ را مدیریت می‌کند. مادرش Elizabeth Lando بسیار سخت گیر و مقرراتیست. در مدرسه علاقه خاصی به درس تاریخ دارد.
دوبله صدای کرنلیا توسط Christel Khalil انجام شده.